# Albert Neuweiler

Neuweiler auf dem Meisterbild des FCW von 1908 (mittlere Reihe, links)

Albert Neuweiler (geboren im 19. Jahrhundert, gestorben vor 1946) war ein Schweizer Fussballspieler.
Neuweiler trat dem FC Winterthur nach dessen ersten Meistertitel im Frühling 1906 bei. In der Saison 1906/07 der 2. Mannschaft des FC Winterthur an, die in der Serie B Gruppensieger wurde und anschliessend das Finalspiel gegen den FC Baden verlor. In der darauffolgenden Saison spielte er in der 1. Mannschaft und wurde mit dieser 1908 Schweizer Meister. Am 4. April 1909 und 20. Mai 1909 spielte Neuweiler zweimal im Dress der Schweizer Nationalmannschaft. Neuweiler spielte bis mindestens 1911 beim FC Winterthur.
In der Publikation zum 50-Jahr-Jubiläum des FC Winterthur 1946 wird Neuweiler als bereits verstorben gelistet.